# SpaceX CRS-15
SpaceX CRS-15 (alternativně SpX-15, nebo jednoduše CRS-15) je patnáctá a zároveň poslední ze tří dodatečných zásobovacích misí kosmické lodi Dragon k Mezinárodní vesmírné stanici (ISS) podstoupená v rámci kontraktu Commercial Resupply Services uzavřeného mezi společností SpaceX a NASA. Celkově jde o sedmnáctý let Dragonu do vesmíru (pokud počítáme i demo lety C1 a C2+). Je to počtvrté, kdy byla použita již jednou letěná kosmická loď Dragon a zároveň potřetí, kdy byl při letu v rámci CRS použit již letěný první stupeň nosné rakety Falcon 9. Druhý stupeň byl poprvé při misi pro NASA ve variantě Block 5 a provedl samostatný šestihodinový let, který měl demonstrovat jeho schopnosti. Statický zážeh před startem proběhl 23. června v 23:30 SELČ.

## Náklad

### Náklad při startu
Celkový náklad lodi byl 2697 kg. Hermetizovaná části lodi pojme 1712 kg nákladu, v nehermetizované části lodi (v trunku) bylo dalších 985 kg nákladu.
V hermetizované části byl například umístěn robot CIMON, který je podle Airbusu prvním robotem s umělou iteligencí ve vesmíru. Součástí nákladu byly i japonské 1U cubeseaty  UiTMSAT 1, MAYA 1 a BHUTAN 1. V nehermetizované části byla umístěna náhradní koncovka LEE (Latching End Effector) staniční robotické paže Canadarm2 a přístroj ECOSTRESS (The ECOsystem Spaceborne Thermal Radiometer Experiment on Space Station), který bude umístěn na venkovní plošinu modulu Kibó a bude sledovat teplotu vegetace na Zemi.
| Celkový náklad                 | 2697 kg |
| ------------------------------ | ------- |
| Celkový hermetizovaný náklad   | 1712 kg |
| Vědecké experimenty            | 1233 kg |
| Zásoby pro posádku             | 205 kg  |
| Hardware pro stanici           | 178 kg  |
| Počítačové vybavení            | 21 kg   |
| Vybavení pro EVA               | 63 kg   |
| Ruský materiál                 | 12 kg   |
| Celkový nehermetizovaný náklad | 985 kg  |
| ECOSTRESS                      | 550 kg  |
| LEE                            | 435 kg  |

### Náklad při návratu
| Celkový náklad               | 1832 kg |
| ---------------------------- | ------- |
| Celkový hermetizovaný náklad | 1832 kg |